# 芥类蔬菜

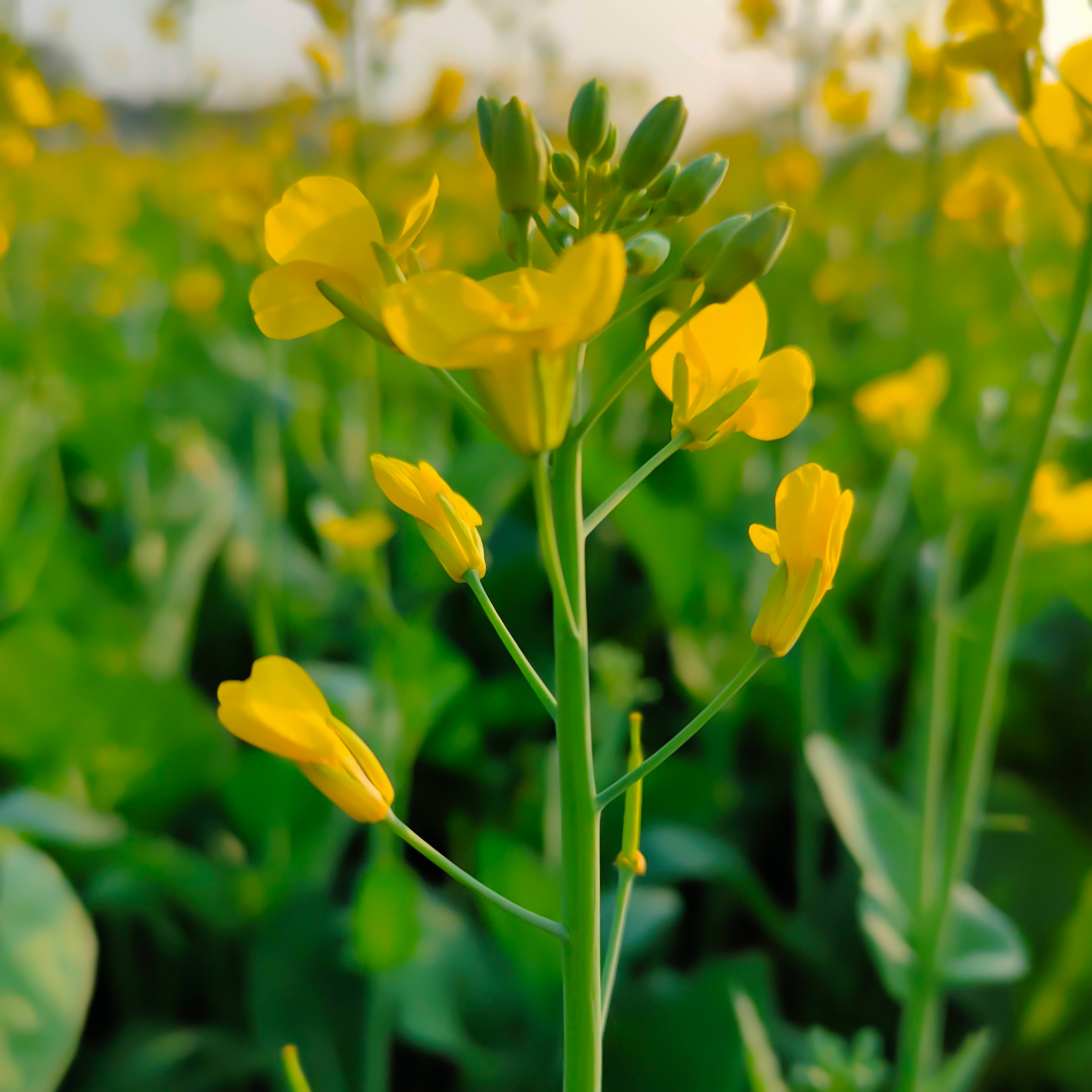
芥菜类蔬菜

芥类蔬菜包括十字花科中蕓薹屬和白芥属中的若干种蔬菜。
其成熟的种子经碾磨是一種辣味調料，称为芥末，又称芥子末、芥辣粉。

## 常见种类
常见的芥类蔬菜有三种：
- 白芥原产于北非、中东和地中海沿岸。

- 黑芥原产南欧地中海沿岸，有上千年的栽种历史，现多种植于阿根廷、智利、美国和一些欧洲国家。

- 芥菜，又称“褐芥”、“印度芥菜”，原產西亞地区，在世界各地广为种植。在中国有多种芥菜的类型，包括榨菜、雪里蕻等。